# Andrej Belooesov
Andrej Removitsj Belooesov  (Russisch: Андре́й Рэ́мович Белоу́сов) (Moskou, 17 maart 1959) is een Russisch econoom, politicus en sinds 14 mei 2024 minister van defensie van de Russische Federatie.
Belooesov was van januari 2020 tot mei 2024 vicepremier van Rusland. Daarvoor was hij economisch assistent van de president van Rusland en minister van Economische Ontwikkeling. Volgens Politico is hij een mogelijke opvolger van de Russische president Poetin.

## Biografie
Belooesov werd in Moskou geboren. Hij studeerde economie aan de Staatsuniversiteit van Moskou en studeerde in 1981 cum laude af. Van 1981 tot 1986 was Belousov onderzoeker op proef en vervolgens junior onderzoeker in het simulatielaboratorium van mens-machinesystemen van het Centraal Economisch Wiskundig Instituut . Van 1991 tot 2006 was hij hoofd van het laboratorium van het Instituut voor Economische Voorspellingen van de Russische Academie van Wetenschappen. Van 2000 tot 2006 was hij extern adviseur van de premier. Van 2006 tot 2008 was hij twee jaar vice-minister van Economische Ontwikkeling en Handel.
Van 2008 tot 2012 was hij directeur van de financiële en economische afdeling van het kantoor van de Russische premier.
Op 21 mei 2012 werd hij benoemd tot minister van Economische Ontwikkeling in het kabinet onder leiding van premier Dmitry Medvedev. Belooesov volgde Elvira Nabiullina op als minister van Economische Ontwikkeling.
Op 24 juni 2013 werd hij aangesteld als Poetins presidentieel assistent in economische zaken. Op 21 januari 2020 werd Belooesov benoemd tot eerste vicepremier van Rusland in het kabinet van Michail Misjoestin. Van 30 april tot 19 mei 2020 werd Belooesov door Vladimir Poetin benoemd tot waarnemend premier van Rusland, ter vervanging van Michail Mishustin, die op dat moment herstelde van  coronavirus was gesteld. Op 12 mei 2024 benoemde president Poetin Belooesov tot minister van Defensie, ter vervanging van Sergej Sjojgoe, met ingang van 14 mei 2024. Hij heeft geen ervaring met defensie.

## Sancties
In 2022 legde de Europese Unie sancties op aan Belooesov in verband met de Russische invasie van Oekraïne, gevolgd door de Verenigde Staten, Japan en Nieuw-Zeeland.